# Ольшевиці (Мазовецьке воєводство)
Ольшевиці (пол. Olszewice) — село в Польщі, у гміні Калушин Мінського повіту Мазовецького воєводства.
Населення — 212 осіб (2011).
У 1975-1998 роках село належало до Седлецького воєводства.

## Демографія
Демографічна структура станом на 31 березня 2011 року:
|          | Загалом | Допрацездатний вік | Працездатний вік | Постпрацездатний вік |
| -------- | ------- | ------------------ | ---------------- | -------------------- |
| Чоловіки | 109     | 15                 | 77               | 17                   |
| Жінки    | 103     | 15                 | 59               | 29                   |
| Разом    | 212     | 30                 | 136              | 46                   |